# Alabama Power Headquarters Building
De Alabama Power Headquarters Building is een 98 meter hoog gebouw met 18 verdiepingen in Birmingham in Alabama. Het gebouw is onderdeel van het Alabama Power Headquarters Complex, dat in totaal uit vier gebouwen en een parkeergarage bestaat. De Alabama Power Headquarters Building is ontworpen door Gresham, Smith and Partners en kostte US$ 75 miljoen.
Het gebouw heeft een oppervlakte van 57.019 m².